# Sante Ceccherini
Sante Lorenzo Minotti Ceccherini (Incisa in Val d'Arno, Florència, 15 de novembre de 1863 – Marina di Pisa, 9 d'agost de 1932) va ser un tirador d'esgrima italià que va competir a començaments del segle xx.
El 1908 va prendre part en els Jocs Olímpics de Londres, on guanyà la medalla de plata en la competició de sabre per equips del programa d'esgrima, formant equip amb Alessandro Pirzio Biroli, Riccardo Nowak, Marcello Bertinetti i Abelardo Olivier. En la competició d'espasa i sabre individual fou eliminat abans d'arribar a la final.